# Gas nobili

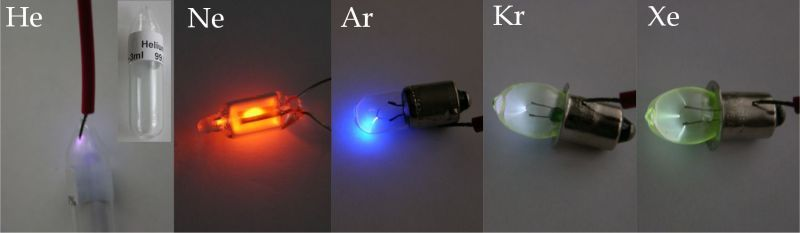
I gas nobili

In chimica, i gas nobili (noti anche in passato come gas rari o, impropriamente, gas inerti) sono gli elementi che costituiscono il gruppo 18 della tavola periodica secondo l'attuale nomenclatura IUPAC. Nella nomenclatura precedente questo gruppo era denominato VIIIB o VIIIA a seconda di diverse convenzioni usate in Europa e negli Stati Uniti d'America.
I gas nobili sono costituiti da atomi con gusci elettronici esterni completi. Ne fanno parte gli elementi elio (He), neon (Ne), argon (Ar), kripton (Kr), xenon (Xe) e radon (Rn). Il radon è un elemento radioattivo. Anche l'elemento artificiale oganesson (Og) appartiene a questo gruppo, ma ne sono stati prodotti solo pochi atomi e le sue proprietà chimiche sono sconosciute.
Si tratta di gas monoatomici non facilmente liquefacibili, tipicamente molto stabili e non reattivi a causa della completezza dei propri strati elettronici, presenti nell'atmosfera in percentuali varie; il più comune è l'argon che ne costituisce circa lo 0,932%. Talvolta essi (particolarmente l'elio) si trovano insieme ad altri gas (per lo più azoto e metano) in sorgenti endogene; l'elio di origine endogena proviene dalla decomposizione di elementi radioattivi presenti nel sottosuolo che emettono particelle α (cioè ioni He2+): queste ossidano specie presenti nel terreno e diventano atomi di elio.

## Storia
Il termine gas nobili deriva dal tedesco Edelgas, usato per la prima volta nel 1898 da Hugo Erdmann per significare la loro inerzia chimica, per analogia con il termine metalli nobili usato per i metalli meno reattivi. I gas nobili venivano anche chiamati gas inerti, ma il termine oggi è sconsigliabile, dato che ora si conoscono molti composti dei gas nobili. Questi elementi furono chiamati anche gas rari, ma anche questa denominazione si è rivelata inesatta, dato che l'argon costituisce circa lo 0,93% in volume dell'atmosfera terrestre.

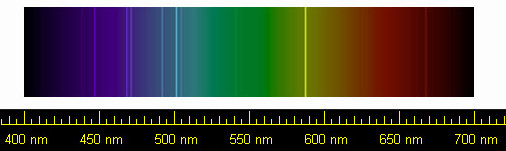
L'elio fu individuato per la prima volta nel sole dalle sue caratteristiche linee spettrali.

Il primo a imbattersi nei gas nobili fu il chimico e fisico scozzese Henry Cavendish. Nel 1785, studiando la composizione dell'aria si accorse che conteneva una piccola percentuale di una sostanza meno reattiva dell'azoto. Cavendish non poté caratterizzare meglio questa sostanza, che fu identificata come argon solo dopo più di un secolo. Il primo gas nobile a venire scoperto fu invece l'elio. Il 18 agosto 1868, durante un'eclissi di sole, gli astronomi Jules Janssen e Norman Lockyer, indipendentemente, osservarono un'inaspettata riga gialla in un'analisi spettrografica della cromosfera del Sole, e supposero che fosse dovuta ad un elemento sconosciuto. Lockyer pensò che il nuovo elemento fosse presente solo nel sole, e lo chiamò elio, dalla parola greca Ἥλιος (Hèlios). La presenza di elio sulla Terra fu scoperta nel 1882 dal fisico italiano Luigi Palmieri, tramite l'analisi spettroscopica di campioni di lava del Vesuvio. Nel 1895 i chimici svedesi Per Teodor Cleve e Abraham Langlet a Uppsala riuscirono a isolare un campione di elio dal minerale cleveite e furono i primi a misurane il peso atomico. Nello stesso anno l'elio fu isolato indipendentemente anche dai chimici William Ramsay e Morris Travers.

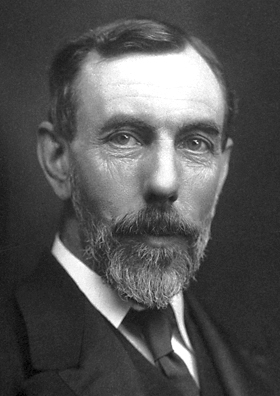
William Ramsay

Il 1895 fu anche l'anno in cui William Ramsay e Lord Rayleigh scoprirono l'argon, più di cento anni dopo le osservazioni di Cavendish. Rayleigh aveva scoperto che la densità dell'azoto isolato dall'aria era 1,257 g/dm³ mentre quella dell'azoto ottenuto dalla decomposizione dell'ammoniaca era 1,251 g/dm³. Collaborando con Ramsay, i due ricercatori ipotizzarono che l'azoto atmosferico contenesse un gas più pesante. Ramsay trattò un campione di azoto con magnesio, che ad alta temperatura reagisce formando nitruro di magnesio (Mg3N2), fino a rimanere con un volume di circa 1% di gas che non reagiva, e ne determinò la densità e le linee spettrali. Fu così identificato un nuovo elemento, che fu chiamato argon dalla parola greca αργόν (argón, "inattivo").
Ramsay e Rayleigh suggerirono che elio e argon facessero parte di un nuovo gruppo della tavola periodica. Paul Émile Lecoq de Boisbaudran predisse che l'argon appartenesse ad una famiglia di elementi inerti ancora sconosciuti, che avrebbero avuto i seguenti pesi atomici: 20,0945, 36,40 ± 0,08, 84.01 ± 0,20, e 132,71 ± 0,15. Nel 1898 Ramsay e Travers riuscirono a isolare tre nuovi elementi tramite distillazione frazionata dell'aria liquida: erano kripton, neon e xenon, così denominati dalle parole greche νέον (néon, "nuovo"), κρυπτόν (kryptón, "nascosto"), e ξένον (xénon, "straniero"). Nel 1904 William Ramsay e Lord Rayleigh ricevettero il premio Nobel per le loro scoperte sui gas nobili.
Il radon fu osservato per la prima volta nel 1898 dal fisico tedesco Friedrich Ernst Dorn come materiale radioattivo emanato da un campione di radio. Dopo varie altre osservazioni, nel 1910 William Ramsay e Robert Whytlaw-Gray riuscirono a isolarne una quantità sufficiente per determinarne varie proprietà e dimostrare che era il più pesante gas nobile conosciuto.
La scoperta dei gas nobili fu importante per lo sviluppo delle conoscenze chimiche. Nel 1895 il chimico francese Henri Moissan tentò senza successo di far reagire l'argon con il fluoro, l'elemento più elettronegativo. Anche altri scienziati non riuscirono a preparare composti dei gas nobili fino al 1962, ma questi insuccessi favorirono lo sviluppo di nuove teorie sulla struttura atomica. Il fisico danese Niels Bohr propose nel 1913 che gli elettroni siano disposti in livelli energetici discreti attorno al nucleo dell'atomo, e che il livello più esterno contenga sempre otto elettroni in tutti i gas nobili, escluso l'elio. Nel 1916 il chimico statunitense Gilbert Lewis formulò la regola dell'ottetto che prevede che un ottetto di elettroni nel livello elettronico esterno sia una condizione di particolare stabilità energetica; un atomo in questa condizione non reagisce con altri elementi perché non ha bisogno di perdere o acquistare elettroni.
Il primo composto dei gas nobili fu preparato nel 1962 dal chimico britannico Neil Bartlett. Egli notò che l'esafluoruro di platino PtF6 è un ossidante così forte da ossidare l'ossigeno formando O2+[PtF6]−. Considerando che il potenziale di prima ionizzazione dello xenon (1170 kJ·mol−1) è simile a quello dell'ossigeno (1175 kJ·mol−1), Bartlett provò a far reagire vapori di PtF6 con xenon, ottenendo un solido arancione, cui fu attribuita la formula Xe+[PtF6]−. Si trovò in seguito che questo composto ha in realtà una struttura più complessa, ma di lì a poco si ottennero molti altri composti di xenon.
Composti degli altri gas nobili sono più rari e meno stabili. Il primo composto di radon, il difluoruro di radon RnF2, fu preparato nel 1962. Nel 1963 fu sintetizzato il primo composto di kripton, il difluoruro di kripton KrF2, erroneamente pubblicato come KrF4, che è invece tuttora (2016) sconosciuto. Il primo composto di Argon, l'idrofluoruro di argon HArF, è stato ottenuto nel 2000; è stabile solo a temperature sotto i –246 °C. Si sono ottenuti anche composti di coordinazione e composti organometallici contenenti argon, kripton, xenon e loro fluoruri.
Nel 2002 è stato sintetizzato l'oganesson, il più pesante elemento del gruppo dei gas nobili, collocato sotto il radon nella tavola periodica, bombardando californio-249 con calcio-48. L'esperimento è stato confermato nel 2006.

## Fonti
L'elio è il secondo elemento per abbondanza nell'Universo dopo l'idrogeno, e ne costituisce il 24% in massa. Sulla Terra è invece raro: è il 71º elemento per abbondanza sulla crosta terrestre (8 ppb), mentre l'atmosfera ne contiene circa 5 ppb. L'elio viene ricavato da sorgenti di gas naturale che arrivano a contenerne anche il 7%. Il neon è il quinto elemento per abbondanza nell'Universo. Sulla Terra è invece 82º per abbondanza sulla crosta terrestre (≈0,07 ppb), mentre l'atmosfera ne contiene circa 18 ppm. Neon, argon, kripton e xenon si ottengono per distillazione frazionata dell'aria liquida. L'argon è il gas nobile più abbondante sulla Terra; è solo il 56º per abbondanza sulla crosta terrestre (1,2 ppm), ma l'atmosfera ne contiene circa 0,93% in volume. Kripton e xenon sono tra elementi più rari sulla Terra. Il kripton è 83º per abbondanza sulla crosta terrestre (10 ppt), e l'atmosfera ne contiene 1 ppm. Lo xenon è 85º per abbondanza sulla crosta terrestre (2 ppt), e l'atmosfera ne contiene 90 ppb. Il radon è ancora più raro; si stima che in tutta l'atmosfera terrestre ce ne siano meno di 100 g. Piccole quantità di radon si possono ottenere dal decadimento radioattivo del 226Ra.

## Tossicità e ruolo biologico
I gas nobili elio, neon, argon, kripton e xenon non hanno alcun ruolo biologico e sono innocui per la salute. I composti dei gas nobili sono invece pericolosi. Quelli fluorurati come ad esempio XeF2 sono fortemente ossidanti, tossici e corrosivi, dato che tendono a rilasciare ioni fluoruro. Gli ossidi come ad esempio XeO3 sono fortemente ossidanti ed esplosivi.
Il radon invece è pericoloso a causa della sua radioattività, che può causare carcinoma del polmone. Il radon si forma nei processi di decadimento di uranio e torio, presenti in tracce nelle rocce, e una volta formato si diffonde nell'ambiente. Normalmente la quantità di radon presente nell'ambiente rimane piccolissima e comunque inevitabile, ma in casi sfavorevoli si possono formare localmente delle concentrazioni più elevate in ambienti chiusi e poco ventilati come le cantine.

## Applicazioni
L'elio è usato in svariate applicazioni, tra le quali: apparecchiature che richiedono temperature molto basse, creazione di atmosfere inerti, apparati respiratori per immersioni profonde, laser a elio-neon usati nei lettori di codici a barre, palloni aerostatici e dirigibili. Il neon è usato principalmente nelle insegne al neon; altri usi sono in apparati respiratori per immersioni profonde, criogenia, laser. L'argon è usato principalmente in applicazioni che necessitano di atmosfere inerti; le più importanti sono lampadine, tubi fluorescenti, acciaierie, fornaci, saldature. Il kripton è poco usato; le applicazioni principali sono in tubi al neon per modificarne il colore, e in laser a eccimeri. Lo xeno è usato in lampade, nella fabbricazione di semiconduttori, in laboratori di ricerca e come anestetico in chirurgia. Il radon è fortemente radioattivo; nel passato è stato usato in radioterapia.

## Caratteristiche
| Elemento                        | Elio (3He e 4He)                                       | Elio (3He e 4He)                                      | Neon                                                | Argon                                          | Kripton                                         | Xenon                                            | Radon                                         |
| ------------------------------- | ------------------------------------------------------ | ----------------------------------------------------- | --------------------------------------------------- | ---------------------------------------------- | ----------------------------------------------- | ------------------------------------------------ | --------------------------------------------- |
| Punto di fusione (1013 hPa)     | 0,319 K (−272,831 °C) (29,315 bar)                     | 0,775 K (−272,375 °C) (25,316 bar)                    | 24,57 K (−248,58 °C)                                | 84,0 K (−189,2 °C)                             | 116,2 K (−157,0 °C)                             | 161,4 K (−111,8 °C)                              | ca. 202 K (ca. −71 °C)                        |
| Punto di ebollizione (1013 hPa) | 3,1905 K (−269,9595 °C)                                | 4,224 K (−268,926 °C)                                 | 27,09 K (−246,06 °C)                                | 87,295 K (−185,855 °C)                         | 119,79 K (−153,36 °C)                           | 165,03 K (−108,12 °C)                            | 211,9 K (−61,3 °C)                            |
| Punto critico                   | - 3,3093 K (−269,8407 °C) - 1,1459 bar - 0,04119 g/cm³ | - 5,2014 K (−267,9486 °C) - 2,275 bar - 0,06945 g/cm³ | - 44,448 K (−228,702 °C) - 26,60 bar - 0,4835 g/cm³ | - 150,7 K (−122,5 °C) - 48,7 bar - 0,535 g/cm³ | - 209,40 K (−63,75 °C) - 55,1 bar - 0,909 g/cm³ | - 289,777 K (16,627 °C) - 58,8 bar - 1,105 g/cm³ | - 377,7 K (104,6 °C) - 61,9 bar - 1,528 g/cm³ |
| Punto triplo                    | inesistente                                            | inesistente                                           | - 24,54 K (−248,61 °C) - 433,0 mbar                 | - 83,798 K (−189,352 °C) - 688,92 mbar         | - 115,96 K (−157,46 °C) - 732 mbar              | - 161,35 K (−111,80 °C) - 816 mbar               | - 200,0 K (−73,2 °C) - 588 mbar               |
| Densità (0 °C, 1013 hPa)        | 0,13448 kg/m³                                          | 0,17847 kg/m³                                         | 0,9000 kg/m³                                        | 1,7839 kg/m³                                   | 3,7493 kg/m³                                    | 5,8971 kg/m³                                     | 9,73 kg/m³                                    |
| Struttura                       | Struttura dell'elio                                    | Struttura dell'elio                                   | Struttura del neon                                  | Struttura dell'argon                           | Struttura del kripton                           | Kristallstruktur von Xenon                       | Struttura dello xenon                         |
| Sistema cristallino             | esagonale                                              | esagonale                                             | cubico                                              | cubico                                         | cubico                                          | cubico                                           | cubico                                        |
| Costante di reticolo            | - a = 3,531 Å - c = 5,693 Å                            | - a = 3,531 Å - c = 5,693 Å                           | a = 4,43 Å                                          | a = 5,26 Å                                     | a = 5,72 Å                                      | a = 6,20 Å                                       | a = 6,55 Å                                    |

## Proprietà chimiche e andamenti nel gruppo[6]

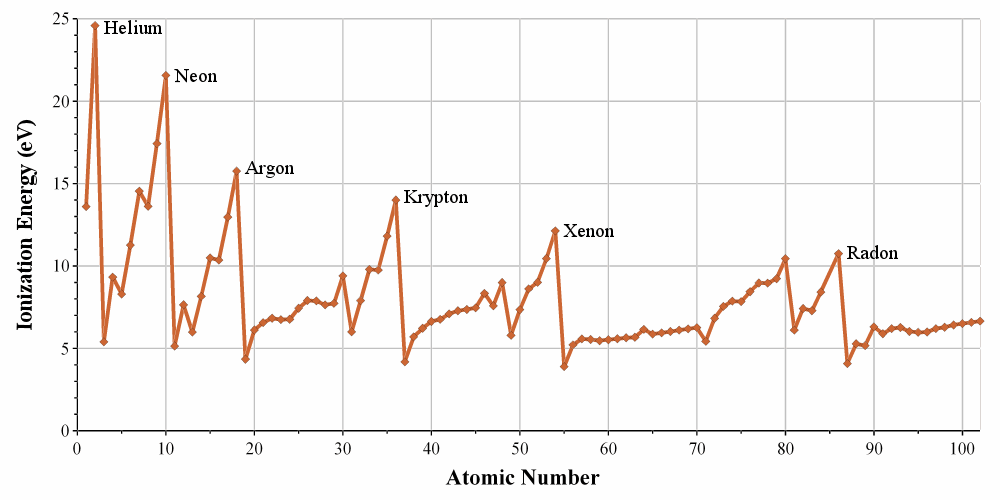
Valori dell'energia di ionizzazione degli elementi in funzione del numero atomico. I gas nobili hanno i valori più elevati del loro periodo.

Gli elementi di questo gruppo hanno configurazioni elettroniche tali da essere molto stabili (1s2 o ns2np6). Da un punto di vista fisico la stabilità della configurazione elettronica dei gas nobili è indicata dal fatto che ognuno è l'elemento con la maggior energia di ionizzazione del proprio periodo. Tuttavia, l'energia di ionizzazione cala scendendo lungo il gruppo, così succede che gli elementi più pesanti hanno energie di ionizzazione minori di elementi come ossigeno e fluoro. Come conseguenza lo xenon è l'elemento più reattivo del gruppo (a parte il radon che è raro e radioattivo); si conoscono composti dello xenon negli stati di ossidazione +2, +4, +6 e +8.
Tutti questi elementi sono gas monoatomici, incolori, inodori, insapori e non infiammabili. I loro atomi sono sferici e non polari, quindi si riscontrano proprietà fisiche che variano regolarmente nel gruppo. Le uniche forze interatomiche sono le forze di van der Waals, che sono sempre deboli, e crescono di intensità all'aumentare delle dimensioni atomiche. Le temperature del punto di fusione e del punto di ebollizione sono di conseguenza molto basse e aumentano scendendo lungo il gruppo. Anche altre proprietà come dimensioni atomiche e densità variano in modo prevedibile.
Come succede in genere in tutto il blocco p, il primo elemento del gruppo possiede proprietà uniche. L'elio è ad oggi la sostanza conosciuta con il più basso punto di fusione (4,2 K, circa –269 °C) e anche l'unica sostanza che, alla pressione atmosferica standard, non si riesce a congelare a nessuna temperatura. L'isotopo di gran lunga più abbondante dell'elio è 4He (>99,99%); questa è l'unica sostanza di cui sono note due fasi liquide, chiamate elio I ed elio II. Il liquido elio II è superfluido, cioè scorre con viscosità zero. L'altro isotopo ³He diventa superfluido solo a temperatura molto più bassa (1–3 millikelvin).
| Z  | Elemento | N. di elettroni/Livelli energetici | Configurazione elettronica | Energia di prima ionizzazione (kJ·mol−1) | Raggio di van der Waals (pm) |
| -- | -------- | ---------------------------------- | -------------------------- | ---------------------------------------- | ---------------------------- |
| 2  | elio     | 2                                  | 1s2                        | 2372                                     | 99                           |
| 10 | neon     | 2, 8                               | 2s2 2p6                    | 2080                                     | 160                          |
| 18 | argon    | 2, 8, 8                            | 3s2 3p6                    | 1520                                     | 191                          |
| 36 | kripton  | 2, 8, 18, 8                        | 4s2 4p6                    | 1351                                     | 197                          |
| 54 | xenon    | 2, 8, 18, 18, 8                    | 5s2 5p6                    | 1170                                     | 214                          |
| 86 | radon    | 2, 8, 18, 32, 18, 8                | 6s2 6p6                    | 1037                                     | -                            |

## Luminescenza
Le figure seguenti mostrano il colore e lo spettro di emissione (riga inferiore) dei gas nobili attraversati da scariche elettriche. Oltre che dal gas nobile impiegato, il colore osservato dipende da vari fattori, tra i quali:
- i parametri di scarica (valore locale della densità di corrente elettrica e del campo elettrico, temperatura, ecc. - notare le sfumature di colore nella prima riga di immagini);
- purezza del gas (certi gas possono influenzare il colore anche se presenti in piccola quantità);
- materiale usato per il tubo a scarica - notare la soppressione delle componenti UV e blu nella riga in basso, dove i tubi sono realizzati di vetro comune di notevole spessore.

| Glass tube shining violet light with a wire wound over it           | Glass tube shining orange light with a wire wound over it        | Glass tube shining purple light with a wire wound over it            | Glass tube shining white light with a wire wound over it        | Glass tube shining blue light with a wire wound over it          |
| Glass tube shining light red                                        | Glass tube shining reddish-orange                                | Glass tube shining purple                                            | Glass tube shining bluish-white                                 | Glass tube shining bluish-violet                                 |
| Illuminated light red gas discharge tubes shaped as letters H and e | Illuminated orange gas discharge tubes shaped as letters N and e | Illuminated light blue gas discharge tubes shaped as letters A and r | Illuminated white gas discharge tubes shaped as letters K and r | Illuminated violet gas discharge tubes shaped as letters X and e |
| Helium line spectrum                                                | Neon line spectrum                                               | Argon line spectrum                                                  | Krypton line spectrum                                           | Xenon line spectrum                                              |
| Elio                                                                | Neon                                                             | Argon                                                                | Kripton                                                         | Xenon                                                            |